# Arliss
Pour les articles homonymes, voir Arliss (homonymie).
Arliss (Arli$$) est une série télévisée américaine en 80 épisodes de 25 minutes, créée par Robert Wuhl et diffusée entre le 10 août 1996 et le 8 septembre 2002 sur HBO.
En France, la série a été diffusée à partir du 13 mars 1999 sur Canal+. Elle reste inédite dans les autres pays francophones.

## Synopsis
Arliss Michaels, agent sportif, et son équipe sont prêts à tout pour satisfaire les désirs des sportifs de haut niveau… et s'enrichir.

## Distribution
- Robert Wuhl (VF : Daniel Lafourcade) : Arliss Michaels
- Sandra Oh (VF : Josiane Pinson) : Rita Wu
- Jim Turner (VF : Philippe Catoire) : Kirby Carlisle
- Michael Boatman (VF : Olivier Destrez) : Stanley Babson
- Matt Winston : Jeremy Brenner
- John Reilly (en) : Mike Armstrong
- Mailon Rivera : Latrelle Shabazz
- Bob Costas : Lui-même
- Lee Arenberg : Bill Horton
- Reg E. Cathey : Alvin Epps
- Michael Jace : Dwayne Troy
- Shannon O'Hurley : Grechen Schoobauer
- Sonya Eddy : Nurse
- Diane Farr : Erica Lansing
- Angelle Brooks : Camille Balboa
- Austin Stoker : African Rabbi

 Source et légende : version française (VF) sur RS Doublage

## Épisodes

### Première saison (1996)
1. Un homme de notre temps (A Man of Our Times)
2. Rien de personnel (Negotiating: It’s Never Personal)
3. Comment gagner même quand c’est perdu d’avance (How to Turn a Minus into a Plus)
4. Les Athlètes sont nos modèles (Athletes ARE Role Models)
5. Et les supporters ? (What About the Fans)
6. Vive la liberté ! (The Company You Keep)
7. Franchir la limite (Crossing the Line)
8. Les Couleurs de l’arc-en-ciel (Colors of the Rainbow)
9. Savoir saisir la balle au bond (Timing Is Everything)
10. Le client est roi (The Client’s Best Interest)
11. Le Rêve américain (The Stuff Dreams Are Made Of)

### Deuxième saison (1997)
1. Agence tous services (A Full Service Agency)
2. Loyauté quand tu nous tiens (The Value of Loyalty)
3. Aux portes de la maison blanche (Arliss Michaels, American)
4. Le monde est à tes pieds (The World at Your Feet)
5. Arliss Michaels crève le plafond (Salary Cap This!)
6. Kirby Carlisle, dépanneur en tout genre (Kirby Carlisle, Trouble-Shooter)
7. La Valeur sûre (The Real Thing)
8. Visionnaire pour un nouveau millenium (Visionary for a New Millenium)
9. Ouvrir grand ses oreilles (How to Be a Good Listener)
10. À chacun sa vérité (Truth and Responsibility)

### Troisième saison (1998)
1. Whatever It Takes
2. My Job Is to Get Jobs
3. Fans First
4. The Family Trust
5. Where Do Clients Come From?
6. The Legacy
7. What Arliss Hath Joined Together
8. The Working Man's Friend
9. Stanley Babson… Win, Place, or Show
10. Behind Every Great Client…
11. The American Game
12. What Would I Do Without Wu?
13. His Name Is Arliss Michaels

### Quatrième saison (1999)
1. Cause and Effect
2. Our Past, Our Present, Our Future
3. People Are Assets, Too
4. The Stories You Don't Hear About
5. Taking One for the Team
6. You Gotta Love This Game
7. The Changing of the Guard
8. To Thine Own Self Be True
9. The Cult of Celebrity
10. D-Day
11. The Art of Give and Take
12. Rules of the Game

### Cinquième saison (2000)
1. Making Things Happen
2. Creatures of Habit
3. I Get Involved
4. Comings and Goings
5. It's Who You Know
6. The Value of Honesty
7. The Sum of the Parts
8. Honoring Our Past
9. The Fire Within
10. Last Call
11. The Truth Shall Set You Free
12. Where There’s a Will…
13. When Opportunity Knocks

### Sixième saison (2001)
1. Setting Precedents
2. You Are Your Priorities
3. Fielding Offers
4. A Question of Character
5. The Price of their Toys
6. Like No Business I Know
7. Of Cabbages and Kings
8. As Others See Us
9. Giving Something Back
10. Hard Choices

### Septième saison (2002)
1. The Immortal
2. What You See Is What You Get
3. In with the New
4. There's No I in Team
5. Playing It Safe
6. Moments to Remember
7. It's All in the Game
8. Standards and Practices
9. End Game
10. Profiles in Agenting
11. All That Glitters